# Fredinetes
Fredinetes es el nombre de una variedad cultivar de manzano (Malus domestica). Esta manzana está cultivada en diversos viveros entre ellos algunos dedicados a conservación de árboles frutales en peligro de desaparición. Esta manzana es originaria del Islas Baleares, donde tuvo su mejor época de cultivo comercial anterior a la década de 1960, y actualmente en menor medida aún se encuentra.

## Sinónimos
- "Manzana Fredinetes",[5][7][8]
- "Fadrineta".

## Historia
Las islas Baleares presenta unas condiciones de clima y de suelos buenos para el cultivo del manzano. De hecho existe una considerable variedad de cultivares autóctonos de manzano, fruto de la sabiduría y el esfuerzo de los agricultores, que durante generaciones han realizado cruces y mejoras de las variedades. En estas últimas décadas ya sea por presiones urbanísticas o por abandono de los cultivos en los campos, se han ido perdiendo parte de la riqueza de variedades frutales de la herencia. Actualmente hay iniciativas para evitar la pérdida irremediable de esta riqueza cultural y agrícola con iniciativas de conservación como el proyecto "Reviure" en Mallorca (con plantación de 160 frutales de la herencia),[Autores: José Moscardó Sáez Antoni Martorell Nicolau Proyecto Reviure-caib.es.PDF] o el banco de germoplasma de frutales del Jardín Botánico de Sóller.
'Fredinetes' está considerada incluida en las variedades locales autóctonas muy antiguas, cuyo cultivo se centraba en comarcas muy definidas. Se caracterizaban por su buena adaptación a sus ecosistemas y podrían tener interés genético en virtud de su adaptación. Se encontraban diseminadas por todas las regiones fruteras españolas, aunque eran especialmente frecuentes en la España húmeda. Estas se podían clasificar en dos subgrupos: de mesa y de sidra (aunque algunas tenían aptitud mixta).
'Fredinetes' es una variedad clasificada como de mesa; difundido su cultivo en el pasado por los viveros comerciales y cuyo cultivo en la actualidad se ha reducido a huertos familiares y jardines privados.

## Características
El manzano de la variedad 'Fredinetes' tiene un vigor Medio; florece a inicios de mayo; tubo del cáliz pequeño, en forma de embudo estrecho, en algunos frutos el tubo es de forma fusiforme, y con los estambres situados en su mitad.
La variedad de manzana 'Fredinetes' tiene un fruto de tamaño pequeño; forma cilíndrica, plastada en su zona superior dejando amplia plataforma; 
piel lisa, untuosa; con color de fondo amarillo, siendo el color del sobre color rojo a granate, importancia del sobre color medio, siendo su reparto en rayas, presenta un barreado de pinceladas rojas a granate, acusa punteado abundante, de tamaño pequeño y tono claro, y una sensibilidad al "russeting" (pardeamiento áspero superficial que presentan algunas variedades) débil; pedúnculo corto, y medianamente fino o sobrepasando los bordes, anchura de la cavidad peduncular es estrecha, profundidad de la cavidad pedúncular de profundidad profunda, fondo limpio o iniciado chapeado ruginoso, y con importancia del "russeting" en cavidad peduncular débil; anchura de la cavidad calicina amplia, profundidad de la cav. calicina casi superficial, fondo esculpido en forma de roseta protuberante, y de bordes irregularmente ondulados, y con la importancia del "russeting" en cavidad calicina muy débil; ojo, grande y medio-cerrado; sépalos muy grandes, anchos y puntiagudos, retorcidos y vueltos hacia fuera, tomentosos de color gris verdoso.
Carne de color blanco, ligeramente crema; textura dura, crujiente, jugosa; sabor característico de la variedad, agradable e indefinido; corazón generalmente sólo aparecen las fibras que lo enmarcan por un lado. Eje cerrado. Celdas arriñonadas, cartilaginosas, con puntos lanosos bordeándolas y rayas transversales también lanosas. Semillas de forma variada y con adherencia lanosa.
La manzana 'Fredinetes' tiene una época de maduración y recolección tardía en el otoño, se recolecta desde mediados de septiembre hasta mediados de octubre, madura durante el invierno aguanta varios meses más. Tiene uso como manzana de mesa fresca.